# Speedhack
El speedhack, speed hack, entre otros, es una modificación de software de inyección que provoca una reducción o aumento de velocidad a las acciones ejecutadas en el programa. Está modificación es comúnmente utilizada en videojuegos para dar ventaja al jugador y es considerado como trampas en general. Utilizar altos valores en esta modificación requiere un alto consumo de CPU debido a que estos hacks suelen ejecutarse con prioridad alta.